# 孑魚
孑魚（学名：Relictus solitarius）为輻鰭魚綱鯉形目雅羅魚科的其中一種，被IUCN列為近危保育類動物，分布於北美洲美國內華達州的富蘭克林湖，Gale湖，Waring湖及Steptoe湖，整體顏色呈暗色，背部呈橄欖色和黃銅色。 背部和腹部有明顯的斑點狀斑紋，斑塊由棕色到綠色，並有淡黃色窄條紋。下鰭通常是黃色，並且可能是明亮的金色色調，鰭相當小且呈圓形，側線不完全，側線上有50-70個鱗片，臀鰭通常有7條鰭條，體長可達13公分，壽命可達5年，棲息在湧泉區。